# Mahamadou Abdoulaye Diallo
Pour les articles homonymes, voir Diallo.
Mahamadou Abdoulaye Diallo, est un homme politique guinéen. 
Ministre du Tourisme et de l'hôtellerie au sein du Gouvernement Bah Oury depuis le 29 juillet 2025. 
Ministre des infrastructures et des travaux Publics au sein du Gouvernement Bah Oury du 13 mars  2024 au 29 juillet 2025.

## Parcours professionnel
Le 13 Mars 2024, il accède par décret à la fonction de Ministre des Infrastructures et des Travaux Publics, en remplacement de Elhadj Gando Barry ,.
Le 29 juillet 2025, il est fait Ministre du Tourisme et de l'hôtellerie en remplacement de Moussa Moïse Sylla devenue Ministre de la Culture et de l'Artisanat sein du meme gouvernement.